# Jacques-Alexis Thuriot de la Rozière

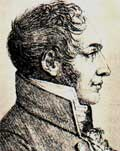
Porträt von Jacques Alexis Thuriot de la Rozière

Jacques-Alexis Thuriot de la Rozière (* 1. Mai 1753 in Sézanne (heutiges Département Marne); † 29. Juni 1829 in Lüttich) war ein Politiker während der Französischen Revolution.

## Leben
Jacques-Alexis Thuriot de la Rozière wirkte vor der Revolution als Anwalt in Reims und in Paris. Am 14. Juli 1789, wenige Stunden vor dem Sturm auf die Bastille, verhandelte er im Namen des Pariser Distrikts Saint-Louis-la-Culture mit dem Gouverneur der Bastille, de Launay, über eine kampflose Übergabe der Festung an die aufständische Pariser Bevölkerung.
Im August 1791 wurde Thuriot vom Département Marne in die Legislative gewählt. Er regte Ende Mai 1792 die Deportation von Priestern, die ihren Eid auf die Zivilverfassung des Klerus verweigerten, an und rief im Juli 1792 dazu auf, das Vaterland in Gefahr zu erklären. Im September 1792 wurde Thuriot von seinem Heimatdépartement in den Nationalkonvent gewählt. Er hielt zur Montagne, war Mitglied der Jakobiner und der Cordeliers, was damals möglich war. Er stimmte im Januar 1793 für den Tod Ludwigs XVI. und beteiligte sich vom 31. Mai bis 2. Juni 1793 am Sturz der Girondisten. Vom 27. Juni bis zum 11. Juli 1793 amtierte er als Präsident des Nationalkonvents. Am 10. Juli 1793 wurde er in den Wohlfahrtsausschuss aufgenommen, aus dem er aufgrund seiner Konflikte mit Robespierre am 20. September 1793 ausschied.
Am 25. September 1793 verurteilte Thuriot in seiner Rede im Nationalkonvent die militärischen Maßnahmen sowie die Wirtschafts- und Sozialpolitik des Wohlfahrtsausschusses. Er beteiligte sich seit Anfang November 1793 aktiv an der Entchristianisierungskampagne, doch zählte er seit Ende November 1793 zu den „Nachsichtigen“ um Danton, mit dem er privat befreundet war. Thuriot schloss sich nach der Hinrichtung von Danton, Desmoulins und anderer „Nachsichtiger“ am 5. April 1794 den Gegnern Robespierres an und unterstützte dessen Sturz am 9. Thermidor II (27. Juli 1794). Danach verblieb er bei den in die Bedeutungslosigkeit abrutschenden Jakobinern und stellte im späteren Wohlfahrtsausschuss oft den einzigen Vertreter der politischen Linken dar, für die damals der Begriff der Bergkamm (La Crete) aufkam.
Nach dem Prairialaufstand (20. bis 23. Mai 1795) entzog sich Thuriot der drohenden Verhaftung durch Flucht. Er wurde durch die Generalamnestie vom 26. Oktober 1795 begnadigt und Ende 1795 zum Kommissar des Direktoriums am Gerichtshof von Reims berufen. Seit April 1803 wirkte er als Richter am Kriminalgericht des Départements Seine und im Februar 1805 erfolgte seine Berufung zum Stellvertreter des Generalprokurators und zum Staatsanwalt am Kassationsgericht.
Nach der Rückkehr der Bourbonen musste Thuriot de la Rozière als „Königsmörder“ Frankreich verlassen. Er ging 1816 nach Lüttich ins Exil und verstarb dort am 29. Juni 1829. Sein Sohn Alexis Eugène Thuriot de La Rosière war ebenfalls Mitglied der Nationalversammlung.

## Zitat
„Man muss diesen großen Sturm aufhalten, der uns in die Barbarei führt.“

## Einzelnachweis
1. ↑  Zitat aus: Markov / Soboul, Seite 211

| Vorgänger                   | Amt                                                          | Nachfolger    |
| --------------------------- | ------------------------------------------------------------ | ------------- |
| Jean-Marie Collot d’Herbois | Präsident des Nationalkonvents 27. Juni 1793 – 11. Juli 1793 | André Jeanbon |

| Personendaten    | Personendaten                                  |
| ---------------- | ---------------------------------------------- |
| NAME             | Thuriot de la Rozière, Jacques-Alexis          |
| ALTERNATIVNAMEN  | Thuriot, Jacques-Alexis                        |
| KURZBESCHREIBUNG | Politiker während der Französischen Revolution |
| GEBURTSDATUM     | 1. Mai 1753                                    |
| GEBURTSORT       | Sézanne (Département Marne)                    |
| STERBEDATUM      | 29. Juni 1829                                  |
| STERBEORT        | Lüttich                                        |